# Timoty Lekunze Leku
Timothy Lekunze Leku est un athlète camerounais recordman absolu sur le parcours de 42 km de la course de l'espoir.

## Biographie

### Enfance, éducation et débuts
Timothy Lekunze est né dans la ville de Buea, au Cameroun, située au pied du mont Cameroun. Dès son plus jeune âge, il est attiré par la montagne, ce qui deviendra son plus grand défi et son plus grand triomphe. 
Diplômé de l’École Normale Supérieure, il est enseignant d'Histoire. 

### Carrière
À côté de sa carrière d'enseignant, il mène une vie d'athlète. Après sa double victoire, il est engagé à l'Ecole Militaire Interarmes du Cameroun comme Élève Officier d'Active. Il en sort Lieutenant de gendarmerie. Plus tard, il accède au grade de capitaine.
Il a côtoyé certains des athlètes notoires ayant marqué l’ascension du mont Cameroun tels Emilia Mojoko Ngondja, Sarah Etonge, Reginald Essuka, Ngu Njumbé, Thomas Tatah Dzever, Joseph Kongnyuy Shey, Catherine Ngwang, Mike Short, Marciane Mukamurenzi.

#### Palmarès
Timothy Lekunze est recordman de l'épreuve sur l'ancien parcours de 42 km,  double vainqueur 1986 et 1987 avec 3 h 46 min 31 s.

#### Course de 1988
En janvier 1988, lors de la 13ème édition de l’ascension du mont Cameroun; la course de l’espoir, vers 10h45, on annonce Lekunze en tête au niveau de la prison de Buea. 
Lekunze  termine  la course dans une ambulance; victime de blessures devant les 50 000 spectateurs du stade municipal de Buea atterrés. A deux kilomètres de l'arrivée,  Lekunze a les pieds en sang et couverts de cloques. Quand il s'arrête pour essayer de trouver une chaussure de rechange, Réginald Esuka le rattrape et lui propose son aide. 
Timothy Lekunze décline son offre pour sécuriser la première place de Réginald Esuka, son partenaire d’entraînement, devant l’anglais Mike Short, en compétition et vainqueur lors des éditions de 1984 et 1985.
Lekunze s’était installé à Buea pour effectuer sa préparation sur le parcours de la course.
Il décède le 19 juillet 2001.